# Ritam ludila (2014.)
Ritam ludila (eng. Whiplash) je američka glazbena drama iz 2014. godine koju je napisao i režirao Damien Chazelle. U filmu je glavnu ulogu ostvario Miles Teller koji glumi mladog jazz svirača bubnjeva koji pohađa jednu od najboljih glazbenih školi u zemlji, a čiji je učitelj neustrašivi maestro jazza (J. K. Simmons). U filmu se također pojavljuju i Melissa Benoist, Austin Stowell, Jayson Blair i Kavita Patil.
Film je svoju svjetsku premijeru imao 16. siječnja 2014. godine kada je službeno otvorio filmski festival u Sundanceu. Nedugo nakon premijere međunarodna prava za distribuciju otkupila je kompanija Sony Pictures.

## Radnja
Andrew Neiman (Miles Teller) je ambiciozni mladi jazz svirač bubnjeva koji se želi probiti na sam vrh elitnog glazbenog konzervatorija. Progonjen činjenicom što mu je otac propali pisac, Andrew svakog dana i noći žudi za tim da postane jedan od najboljih svirača bubnjeva ikada. Terence Fletcher (J. K. Simmons), profesor jednako poznat po svom učiteljskom talentu i zastrašujućim metodama, voditelj je vrhunskog jazz sastava u školi. Fletcher otkriva Andrewa i dovodi nadarenog bubnjara u svoj sastav te na taj način zauvijek mijenja mladićev život. Andrewova strast za postizanjem savršenstva, međutim, vrlo brzo prerasta u opsesiju, a nemilosrdne metode učitelja nastavljaju ga gurati do ruba vlastitih mogućnosti... I vlastitog mentalnog zdravlja.

## Glumačka postava
- Miles Teller kao Andrew Neyman
- J. K. Simmons kao Terence Fletcher
- Melissa Benoist kao Nicole
- Austin Stowell kao Ryan
- Jayson Blair kao Travis
- Kavita Patil kao Sophie
- Michael Cohen kao Stagehand Dunellen
- Kofi Siriboe kao Greg
- Paul Reiser kao gdin Neyman

## Produkcija
Originalno zamišljen kao scenarij na 85 stranica, film Ritam ludila scenarista i redatelja Damiena Chazellea postao je popularan nakon što je njegov scenarij 2012. godine završio na Crnoj listi koja se objavljuje svakog prosinca od 2004. godine, a na kojoj se nalaze scenariji za filmove koji još nisu producirani. Nakon što su producenti počeli pokazivati interes za projekt, Chazelle je odabrao 15 stranica iz svog originalnog scenarija i adaptirao ih u kratki igrani film s Johnnyjem Simmonsom u ulozi bubnjara i J. K. Simmonsom u ulozi učitelja. 18-minutni kratki igrani film pobrao je hvalospjeve kritike i publike na filmskom festivalu u Sundanceu 2013. godine i u konačnici doveo do toga da investitori ulože novac i produciraju punu verziju cijelog scenarija. Budžet dugometražnog filma Ritam ludila iznosio je 3,3 milijuna dolara.
U kolovozu 2013. godine Miles Teller dobio je glavnu ulogu i time zamijenio Johnnyja Simmonsa; J. K. Simmons ostao je u ulozi učitelja. Snimanje filma započelo je sljedećeg mjeseca diljem Los Angelesa, uključujući hotel Barclay, kazalište Palace i kazalište Orpheum.

## Priznanja

### Box-office rezultat
Film Ritam ludila započeo je s ograničenom kino distribucijom u SAD-u u šest kina gdje je zaradio 135,388 dolara odnosno 22,565 dolara po kinu u prosjeku te zauzeo 34. mjesto na tjednom box-officeu. Do danas je na domaćem tržištu film zaradio 748,000 dolara, a u ostatku svijeta dodatnih 86,793 dolara čime njegova ukupna kino zarada trenutno iznosi 834,793 dolara.

### Kritike
Film Ritam ludila pobrao je hvalospjeve filmskih kritičara nakon svoje premijere na filmskom festivalu u Sundanceu 2014. godine. Na popularnoj internetskoj stranici Rotten Tomatoes film ima 96% pozitivnih ocjena temeljenih na 137 zaprimljenih kritika uz prosječnu ocjenu 8.5/10 s opisom: "Napet, inspirirajuć i izvrsno odglumljen film Ritam ludila je briljantan prvi film redatelja Damiena Chazellea i fantastična odskočna daska za karijere glumaca J. K. Simmonsa i Milesa Tellera". Na drugoj internetskoj stranici Metacritic film ima ocjenu 88/100 temeljenu na 37 zaprimljenih kritika.
Kritičari su najviše hvalili glumačku izvedbu J. K. Simmonsa od kojih su mnogi istaknuli da je ovom veteranskom karakternom glumcu to uloga karijere, a mnogi su mu predvidjeli i nominaciju za prestižnu nagradu Oscar.

## Nagrade
Film Ritam ludila osvojio je nagradu publike i nagradu žirija na filmskom festivalu u Sundanceu 2014. godine. Chazelleov istoimeni kratki igrani film također je osvojio nagradu žirija prethodne godine na istom festivalu. Sam film također je osvojio glavnu nagradu i nagradu publike na 40. Festivalu američkog filma u Deauvilleu.

## Vanjske poveznice
- Ritam ludila u internetskoj bazi filmova IMDb-a